# Mark Salling
Mark Salling (Dallas, Texas, 1982. augusztus 17. – Los Angeles, Kalifornia, 2018. január 30.) amerikai színész, énekes.
Mark Wayne Salling 1982. augusztus 17-én született Dallas-ban, Texas államban. A családban a legfiatalabb gyermek, édesapja, John Robert Salling, könyvelőként, édesanyja, Condy Sue iskolai titkárként dolgozott. Szigorú keresztény otthonban nevelkedett, ezáltal a Providence Keresztény iskolában tanult. Felvételt nyert a Culver Katonai Akadémián, de hamarosan kilépett, majd a Lake Highlands középiskolában érettségizett 2001-ben. Amíg tanult, az iskolai birkózó csapatnak is a tagja volt.
2015 decemberében letartóztatták gyermekpornográf tartalmak birtoklásáért.

## Filmjei
- A kukorica gyermekei 4. (Children of the Corn: The Gathering) (1996, videó)
- Walker, a texasi kopó (Walker, Texas Ranger) (1999, tv-sorozat, egy epizódban)
- The Graveyard (2006, videó)
- Glee: Director's Cut Pilot Episode (2009, tv-film)
- Rocky Road (2014, tv-film)
- Glee – Sztárok leszünk! (Glee) (2015, tv-sorozat, 96 epizódban)

## Diszkográfia
- Smoke Signals (2008)
- Pipe Dreams (2010)

## További információ
- Mark Salling a PORT.hu-n (magyarul)
- Mark Salling az Internetes Szinkronadatbázisban (magyarul)
- Mark Salling az Internet Movie Database-ben (angolul)
- Mark Salling a Rotten Tomatoeson (angolul)